# KDDI
KDDI是一家日本大型電訊公司，在2000年10月1日由第二電電（DDI）、KDD、日本行動通訊（IDO）等三家公司合併而成，其市場佔有率在日本四大綜合電信業者中（NTT、KDDI、Softbank、樂天電信）排名第二。
KDDI與沖繩行動電話共同使用「au」，並以au品牌提供手機、固網、網際網路等電信服務。2021年，KDDI推出了廉價版手機通信服務「povo」。手機MVNO企業UQ通訊亦是KDDI的集團企業之一。
2024年，KDDI宣布收購日本第三大便利店企業羅森半數股權，將和三菱商事共同經營羅森。

## 簡介
KDDI是在2000年10月1日由三家日本電信公司合併而成：
- 第二電電（日语：第二電電）（簡稱DDI） - 1984年6月1日由京瓷、三菱商事、索尼、SECOM等25家日本企業合資成立，是1985年日本實施電信自由化後所成立的「新電電（日语：新電電）」業者之一，為KDDI企業法人的直接前身。
- KDD（日语：ケイディディ） - 1998年12月1日由國際電信電話（日语：国際電信電話）與日本高速通信（日语：日本高速通信）合併而成。公司名稱採用國際電信電話的羅馬字簡寫「KDD」。
  - 國際電信電話（簡稱KDD）：由日本政府於1953年3月24日成立，電信自由化前是日本國際電信事業的法定獨佔經營者，與獨佔國內電信事業的日本電信電話公社（NTT前身）相對。
  - 日本高速通信（通稱TWJ）：成立於1984年11月，為「新電電」業者之一，由豐田汽車主要出資。
- 日本行動通訊（日语：日本移動通信）（簡稱IDO） - 成立於1984年11月16日，由TWJ、豐田汽車、東京電力、中部電力主要出資。

2002年8月1日，KDDI啟動了手機的3G系統，使用的是CDMA2000 1X。2003年11月28日，au/KDDI開始啟動更進階的CDMA 2000 1xEV-DO系統，並打出CDMA 1X WIN這個品牌。
在日本，KDDI多與au一起稱呼，因此會寫成au/KDDI。其最受歡迎的服務都以EZ開頭命名，如EZweb、EZweb@mail、Ezappli、Ezchakuuta、ezmovie、和eznavigation地圖導引系統（GPS）；KDDI使用了進階的WAP科技、並支援JAME和BREW的兩種格式，在系統上有時會造成使用者與開發者的困惑。在行銷上，KDDI以學生低價促銷方案聞名，特別是在CDMA2000系統的套裝費用相當低廉。
2003年年底，KDDI約有1597.7萬位用戶，其中3G的用戶占了73.6%，也就是有1176.4萬位3G用戶，市場占有率約有20%。2007年3月，KDDI約有2731.6萬位用戶，其中3G的用戶占了97.8%，也就是有2671.9萬位3G用戶，市場占有率約有28%。在日本電信業中，排名第二，僅次於NTT DoCoMo。2021年3月時，KDDI在日本行動通信業的市場佔有率有27.1%，僅次於NTT DoCoMo的36.9％。
KDDI另有2G的系統服務（PDC），並使用品牌TU-KA。
2010年1月25日Liberty Global以3620億日圓（40億美元）現金把所持日本有線電視經營商Jupiter Telecommunications Inc. 37.8%的股權出售给KDDI。
2010年，KDDI投資台灣最大線上音樂公司KKBOX，成為KKBOX最大股東。
2022年7月2日起，KDDI因设备问题突发通信故障，KDDI用户手无法接打通话，手机上网也受到干擾。7月3日中午12时左右，日本西部地区移动通信故障的恢复工作完成。此次事故造成日本全國约3915万人受到影響。

#### LTE頻段
- FDD-LTE 2100Mhz (Band 1)
- FDD-LTE 1800MHz(Band 3)
- FDD-LTE 1500Mhz(Band 11)
- FDD-LTE 800Mhz (Band 18)
- FDD-LTE 850MHz(Band 26)
- FDD-LTE 700MHz(Band 28)
- TDD-LTE 3400MHz～3600MHz(Band42) 撥給 WiMAX 2.1

## 海外事業
目前KDDI在日本海外有众多分支机构，以下是部分分支机构。

### KDDI美國
KDDI美國（英文名稱：KDDI America, Inc.）是於1989年6月29日設立由KDDI 96.8%出資的美國法人子公司。總部位在紐約曼哈頓。

### KDDI台灣
KDDI台灣（台灣凱訊電信股份有限公司）是於1999年12月24日在當地設立法人由KDDI 100%出資的台灣法人子公司。

### KDDI新加坡
KDDI新加坡于1989年9月28日設立

### KDDI香港
KDDI香港（日本凱訊（香港）有限公司）於1988年設立。目前KDDI香港持有香港中立機樓50%權益，而該數據中心亦是HKIX分站之一。

### KDDI中国
KDDI中国（北京凯迪迪爱通信技术有限公司）于2001年设立。
KDDI中国下设以下分公司和事务所：
- KDDI中国大连分公司

下设沈阳事务所
- KDDI中国天津分公司
- KDDI中国青岛分公司
- KDDI中国长春事务所
- KDDI中国天津滨海事务所

### KDDI上海
KDDI上海（上海凯迪迪爱通信技术有限公司）于2009年设立。

### KDDI广州
KDDI广州（广州开讯通信技术有限公司）于2003年由KDDI香港出资设立。
KDDI广州下设以下事务所：
- KDDI广州南沙事务所
- KDDI广州深圳事务所

## 相關資料
- au (品牌)（日语：au (通信)）
- au (行動電話)
- Ahamo（日语：Ahamo）
- Povo（日语：Povo）
- LINEMO（日语：LINEMO）
- 移动虚拟运营商

## 外部連結
- KDDI （页面存档备份，存于）（日語）
- au by KDDI （页面存档备份，存于）（日語）
- KDDI香港 （页面存档备份，存于）（日語）
- KDDI美国 （页面存档备份，存于）（英文）
- KDDI马来西亚 （页面存档备份，存于）（英文）
- KDDI新加坡 （页面存档备份，存于）（日語）